# Flowers of Evil
Flowers of Evil är det tolfte studioalbumet från det norska experimentella electronica-bandet Ulver. Skrivet och producerat av Ulver släpptes albumet den 28 augusti 2020 via House of Mythology.  Albumet spelades in i Oslo från sommaren 2019 till vintern 2020 och mixades av Martin Glover och Michael Rendall i februari 2020. Albumet tillkännagavs officiellt i februari 2020 med musikvideo av låten "Russian Doll" som släpptes på Alla hjärtans dag.  Den andra singeln "Little Boy" gjordes tillgänglig den 4 april 2020. 

## Låtförteckning
| Nr           | Titel                             | Längd |
| ------------ | --------------------------------- | ----- |
| 1.           | One Last Dance                    | 5:43  |
| 2.           | Russian Doll                      | 3:55  |
| 3.           | Machine Guns and Peacock Feathers | 3:54  |
| 4.           | Hour of the Wolf                  | 4:25  |
| 5.           | Apocalypse 1993                   | 4:31  |
| 6.           | Little Boy                        | 5:23  |
| 7.           | Nostalgia                         | 5:20  |
| 8.           | A Thousand Cuts                   | 4:41  |
| Total längd: | Total längd:                      | 37:52 |

## Medverkande
Ulver
- Kristoffer Rygg - sång, ytterligare programmering
- Tore Ylvisaker - tangentbord, programmering
- Ole Alexander Halstensgård - elektronik
- Jørn H. Sværen - diverse

Ytterligare musiker
- Christian Fennesz - gitarr, elektronik (spår 1)
- Ole Henrik Moe - viola, cello (spår 2, 6, 8)
- Anders Møller - slagverk
- Kari Rønnekleiv - violin (spår 2, 8)
- John Stark - bas (spår 1, 8)
- Suzanne Sumbundu - sång (spår 3, 7)
- Mimmi Tamba - sång (spår 3, 7)
- Ivar Thormodsæter - trummor
- Stian Westerhus - gitarr (spår 2–4, 6, 8)
- Michael J. York - säckpipor (spår 6)